# Odon Razanakolona
Odon Marie Arsène Razanakolona (ur. 24 maja 1946 w Fianarantsoa), malgaski duchowny katolicki, w latach 2006–2023 arcybiskup Antananarivo.

## Życiorys
Święcenia kapłańskie otrzymał 28 grudnia 1975 z rąk arcybiskupa Fianarantsoa Gilberta Ramanantoanina.

## Episkopat
28 listopada 1998 został mianowany biskupem ordynariuszem diecezji Ambanja.
7 grudnia 2005 Benedykt XVI mianował go arcybiskupem stolicy Madagaskaru Antananarivo i metropolitą antananarywskim. Ingres odbył 12 lutego 2006.
5 czerwca 2023 papież Franciszek przyjął jego rezygnację z pełnionej funkcji.